# ماريانو أسكوبادو
ماريانو أسكوبادو (بالإسبانية: Mariano Escobedo)‏ هو عسكري وسياسي مكسيكي، ولد في 16 يناير 1826 في المكسيك، وتوفي في 22 مايو 1902 في المكسيك. انتخب عضو مجلس الشيوخ من المكسيك.